# Алекна, Виргилиюс
Вирги́лиюс Алякна́ (лит. Virgilijus Alekna, 13 февраля 1972, д. Терпейкяй, Купишкский район, ЛитССР) — литовский легкоатлет, дискобол. Участник пяти Олимпиад, двукратный олимпийский чемпион, двукратный чемпион мира, чемпион Европы. Лучший легкоатлет Европы 2005. Лучший спортсмен Литвы 2000, 2004, 2005, 2006. В 2007 году был удостоен звания посла ЮНЕСКО по спорту. Выпускник Каунасской академии физической культуры. Лучший легкоатлет мира по версии журнала Track & Field News 2000 года.

## Биография
Родился в 1972 году в небольшой деревне в крестьянской семье. С 14 лет непродолжительное время занимался баскетболом. В лёгкой атлетике начинал в секции копьеметания, после чего перешёл в метание диска.
Окончил Литовский государственный институт физического воспитания (1995).
Работал телохранителем президента Литвы Альгирдаса Бразаускаса.
На Олимпийских играх 1996 года в Атланте Алякна занял 5-е место с результатом 65,30 м. Через четыре года в Сиднее Алякна впервые стал олимпийским чемпионом, метнув в пятой попытке диск на 69 м 30 см, опередив немца Ларса Риделя на 80 см. В 2004 году в Афинах Виргилиюс Алякна занял второе место, с результатом 69,89 м, уступив венгру Роберту Фазекашу, но после соревнований Фазекаш сначала отказался от прохождения процедуры допинг-контроля, а затем был уличён в попытке подмены анализов. Таким образом, золотая медаль досталась литовскому легкоатлету. Результат Алекны 69,89 м на данный момент является олимпийским рекордом в метании диска. В 2008 году в Пекине Алякна завоевал бронзовую медаль с результатом 67,79 м..
На Олимпийских играх 2012 года Алякна занял четвёртое место.
Сын Виргилиюса Миколас (род. 2002) также стал дискоболом, в возрасте 19 лет на чемпионате мира 2022 года выиграл серебро, а затем в том же году стал чемпионом Европы. В апреле 2024 года Миколас установил новый мировой рекорд. Таким образом, Виргилиюс занимает третье место в списке лучших результатов в метании диска, а его сын — первое.

## Выступления на Олимпийских играх
| Олимпийские игры | Место | Результат  |
| ---------------- | ----- | ---------- |
| 1996 Атланта     | 5     | 65,30 м    |
| 2000 Сидней      | 1     | 69,30 м    |
| 2004 Афины       | 1     | 69,89 м OR |
| 2008 Пекин       | 3     | 67,79 м    |
| 2012 Лондон      | 4     | 67,38 м    |

## Награды
- Большой крест ордена Великого князя Литовского Гядиминаса (28 августа 2003 года)[10].
- Большой командорский крест ордена Великого князя Литовского Гядиминаса (24 января 2001 года)[11].
- Командор ордена Великого князя Литовского Гядиминаса (28 августа 1997 года)[12].
- Кавалер ордена Великого князя Литовского Гядиминаса (12 августа 1996 года)[13].
- Кубок Президента Литовской Республики (31 августа 2004 года)[14].